# Sideritis
Sideritis este un gen de plante cu flori, cunoscute sub numele generic de ceai de munte, utilizate ca medicament pe bază de plante, frecvent sub formă ceai de plante. Plantele sunt abundente în regiunile mediteraneene, în Balcani, în Peninsula Iberică și Macaronezia, dar poate fi întâlnită și în Europa Centrală și Asia temperată.

## Istoric și etimologie
În limba greacă, „sideritis” (limba greacă: σιδηρίτις) poate fi literalmente tradus ca „cel făcut din fier”. Planta era cunoscută încă din Grecia Antică, fiind menționată în special Dioscoride și Teofrast. Deși Dioscoride descrie trei specii, numai una (probabil S. scordioides) este considerată a aparține genului Sideritis. În antichitate, „sideritis” era o referință generică pentru plante care au capacitatea de a vindeca rănile cauzate de arme din fier în timpul luptelor. Cu toate acestea, alții susțin că numele provine de la forma de sepalei, care seamănă cu un vârf de suliță.

## Taxonomie

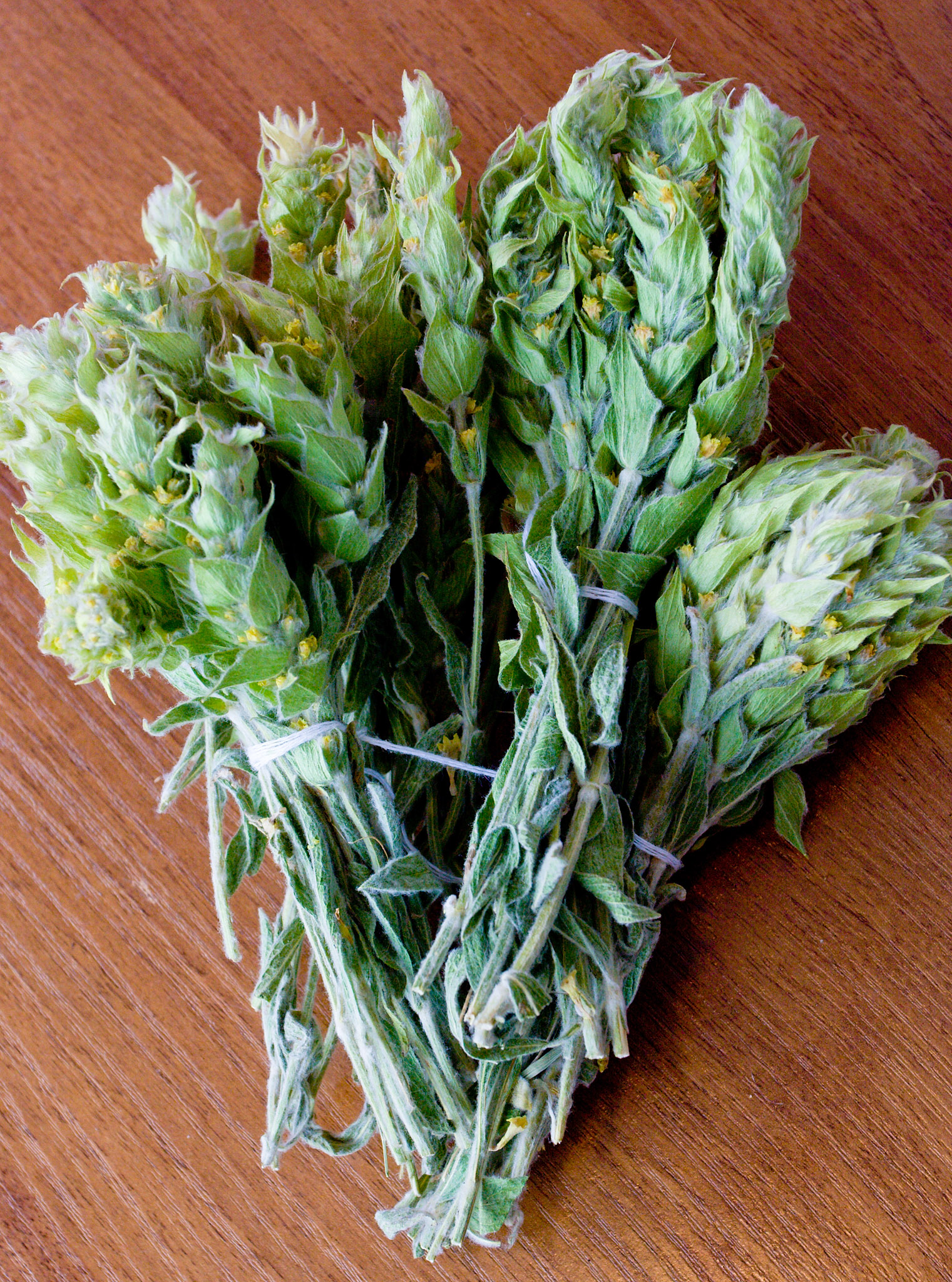
Sideritis scardica

În 2002, cercetări filogenetice moleculare au constatat că Sideritis și alte cinci genuri ar putea fi încorporate în genul Stachys. Încă sunt necesare studii suplimentare înainte ca Stachys, Sideritis și rudele lor cele mai apropiate să poată fi revizuite.
Unele clasificări recunosc până la 319 specii, subspecii, ecotipuri, forme sau soiuri, printre care:
- Sideritis barbellata Mend.-Heu. - endemică în La Palma.
- Sideritis candicans Aiton - endemică în Madeira, Insula Bugio și Insula Porto Santo.
- Sideritis cypria Post - endemică în Cipru
- Sideritis euboea Heldr - în insula Evia
- Sideritis hyssopifolia L. - munții din Peninsula Iberică
- Sideritis lanata L.
- Sideritis leucantha Cav.
- Sideritis montana L.
- Sideritis purpurea Talb. - în vestul Greciei, Insulele Ionice și Creta
- Sideritis raiseri Boiss & Heldr - Muntele Tomori, Albania
- Sideritis remota Urv.
- Sideritis romana L.
- Sideritis scardica Gris. - cunoscut și ca ceai Olimpus sau Pirin, după zona nativă Pirin și Olimp
- Sideritis syriaca L., S. cretica Boiss, S. boissieri Magn. - în Creta și colectiv cunoscut sub numele de Malotira (Μαλοτήρα)
- Sideritis theezans Boiss & Heldr - în Peloponez

Botaniștii au întâmpinat dificultăți în numirea și clasificarea soiurilor de Sideritis din cauza diferențelor foarte subtile. Un caz deosebit de confuz este acela al S. angustifolia Lagasca și S. tragoriganum Lagasca.

## Botanică
Genul este compus din subarbuști sau plante ierboase scunde (8-50 cm), xerofite, anuale sau perene, care cresc la altitudini mari (de obicei peste 1000 m), cu puțin sau fără sol, de multe ori pe suprafața stâncilor.
Plantele sunt pufoase, fie viloase sau acoperite cu un strat subțire, lânos de fire de păr microscopice împletite.
Inflorescența este un verticil.

## Utilizări și beneficii

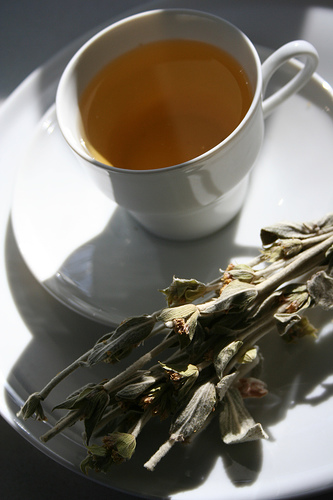
Ceai de munte.

Foarte populare în Albania, Bulgaria, Grecia, Macedonia de Nord și Turcia, Sideritis scardica, Sideritis clandestina, Sideritis syriaca, Sideritis perfoliata și alte diferite specii din secțiunea Empedoclia sunt folosite ca ierburi pentru prepararea de ceaiuri de plante sau pentru proprietățile lor aromatice în bucătăria locală. Ceaiul de plante este de obicei pregătit ca decocție, prin fierberea tulpinilor, frunzelor și florilor într-o oală de apă, apoi de multe ori servit cu miere și lămâie.
Ceaiul de munte a fost utilizat în mod tradițional pentru a ajuta digestia, întări sistemul imunitar și vindeca răceala, gripa și alte virusuri, alergiile și dificultățile de respirație, congestia sinusală, chiar și durerea și anxietatea ușoară.
Oamenii de știință au sugerat că ar putea exista un sâmbure de adevăr în credința că ceaiul de munte este panaceu. Studiile indică un efect pozitiv asupra multor boli comune. Se știe că ceaiul de munte are proprietăți anti-microbiene, anti-inflamatorii și anti-oxidante. Lista de elemente active include diterpenoizi și flavonoide. Cele mai multe studii au avut loc în universități din Țările de Jos și în Balcanii de sud, unde planta este indigenă.

### Cultivare
Sideritis raeseri este specia cel mai frecvent cultivată de Sideritis în Albania, Bulgaria, Grecia și Macedonia de Nord, unde există și hibrizi avansați. Plantarea este recomandată în două perioade (octombrie–noiembrie sau februarie–martie în emisfera nordică), iar plantele sunt strânse în luna iulie, când sunt înflorite. Planta este, de obicei, uscată înainte de utilizare.